# CLISP
CLISPはANSI Common Lisp規格に準拠するCommon Lisp実装で、元々はアタリのためにBruno Haibleとミヒャエル・シュトール (Michael Stoll) が開発した。現在はGNUプロジェクトの1つである。CLISPはデバッガや、ソケットインタフェース、高レベル他言語インタフェース、国際化サポート、メタオブジェクトプロトコル）等の拡張を含み、インタプリタとバイトコードコンパイラの両機能をサポートする。処理系は、C言語とCommon Lispで書かれている。
Bruno Haibleは当初はCLISPをGPL下に置こうとはしなかったが、公表されているリチャード・ストールマンと交わしたEメールにあるように、彼は結局そうする事を決めた。問題となる論点はCLISPがGNU Readlineライブラリの派生物なのかどうかということだった。
CLISPは非常に移植性に優れ、ほぼ全てのUnixベースのオペレーティングシステムおよび、Windowsで動作する。インタープリタのバイトコードは一般にコンパイルされたネイティブバイナリより動作が遅いが、これは大きな問題であるとは限らない（特にI/OがボトルネックとなるWeb開発のようなアプリケーションの場合）。
ポール・グレアムはCLISPをViawebスタートアップのソフトウェアを動作させるために使った。Viawebは最初のウェブアプリケーションであり、その一部はYahoo! Storesとして未だに存在している。
公式のリリースは古くなっているが、リポジトリから最新のソースコードを入手できる。